# Усть-Багаряк
Усть-Багаря́к (тат. Бәгәрәктамак) — село в Кунашакском районе Челябинской области, административный центр Усть-Багарякского сельского поселения. Согласно переписи 2020 года население составляло 1311 человек.

## Географическое положение
Усть-Багаряк расположен на берегу реки Синары, в северной части Кунашакского района, в северо-восточной части Челябинской области, близ границ со Свердловской и Курганской областями. В трёх километрах к северу от села находится устье реки Багаряк.
Усть-Багаряк удалён к северо-западу от областного центра — города Челябинска — на 113 километров по прямой или на 138 километров по автодорогам.

## История
На карте 1745 года в низовьях реки Багаряк показана деревня Асманова (современная Усманова) и три деревни, стоявшие на реке Синаре, чуть выше впадения Багаряка.
Нижнесинарская располагалась на реке Синаре, чуть выше впадения в нее реки Багаряк, в 1745 году в ней был 31 двор ясачных татар. Деревня Новая, она же Даутова, она же Дывыдкова стояла несколько выше по течению Нижнесинарской. На 1745 год в ней было 24 двора ясачных татар и 15 дворов служилых мишарей. А ниже по течению Нижнесинарской находилась еще одна деревня — Ключевская, а в ней 14 дворов ясачных татар. Сегодня эти три деревни слились в одно село Усть-Багаряк.
В 1754 году жители Багарякских юртов были причислены к служилым татарам и от ясака освобождены. С этого времени все багарякские татары стали относиться к служилому сословию — раньше служилыми были только мещеряки, жившие в деревне Новой.
Они находились в ведении Исетской провинциальной канцелярии, которая располагалась в городе Челябинске.
После расформирования Исетской провинции создания Пермского наместничества (губернии), в 1781 году багарякские татары переходят в ведение Шадринского уезда, вошедшего в 1796 году в новую Пермскую губернию. 
В 1798 году было сформировано Башкиро-мещерякское войско и жители Усть-Багарякских юртов входят в состав сословия служилых мещеряков. 
В середине XIX века багарякские татары имели уже устойчивое мишарское самосознание.
Село являлось центром Буринского района с момента его основания в 1945 году и до упразднения в 1956 году.

## Население
| 2002 | 2010  |
| ---- | ----- |
| 1475 | ↘1318 |

Согласно переписи населения 2010 года, в селе проживают татары (99.2 %)

## Транспорт
Восточнее Усть-Багаряка проходит железнодорожная линия Челябинск — Каменск-Уральский — Екатеринбург. В двух километрах от села расположены следом друг за другом станция Нижняя Южно-Уральской железной дороги и остановочный пункт Усть-Багаряк уже Свердловской железной дороги.